# Listă de filme de groază din anii 1960
Filmele de groază din anii 1960 sunt prezentate în următoarele articole:
- Listă de filme de groază din 1960
- Listă de filme de groază din 1961
- Listă de filme de groază din 1962
- Listă de filme de groază din 1963
- Listă de filme de groază din 1964
- Listă de filme de groază din 1965
- Listă de filme de groază din 1966
- Listă de filme de groază din 1967
- Listă de filme de groază din 1968
- Listă de filme de groază din 1969